# Philippe de Mornay
Philippe de Mornay [ejtsd: morne] (Buhy (Normandia), 1549. november 5. – La Forêt-sur-Sèvre, 1623. november 11.) Plessis-Marby ura, francia államférfi.

## Életútja
Katolikus apja a papi pályára szánta, ő azonban apja halála után (1560) a református vallásra tért át, melynek tanaival anyja ismertette meg titokban. Beutazta Itáliát, Németországot, Hollandiát és Angliát. A Szent Bertalan-éj után azon buzgólkodott, hogy Erzsébet angol királynét hitsorsosainak védelmére indítsa, de fáradozása kárba veszett. 1575-ben Navarrai Henrik szolgálatába lépett és a pénzügyeket rendezte; a vallásháboruk alatt padig több ízben diplomáciai küldetésben járt. Mikor Navarrai Henrik Franciaország trónjára került, Mornay-t államtanácsossá és Saumur kormányzójává nevezte ki, ahol Mornay protestáns akadémiát alapított. De mikor a király később a katolikus vallásra tért, Mornay szakított vele és ekkor kegyvesztetté lett. Hitsorsosai előtt vallásos buzgóságánál és tudományosságánál fogva nagy tekintélyben állott; a „hugenották pápájának” nevezték.

## Írásai
- De l'Institution sage et Doctrine du Saint sacrement de l'Eucharistie en l'Église ancienne' (1598)
- Mémoires et correspondance (1624., újabb kiadás: Párizs, 1824, 12 köt.)